# Noé Kertje Élménypark Eger

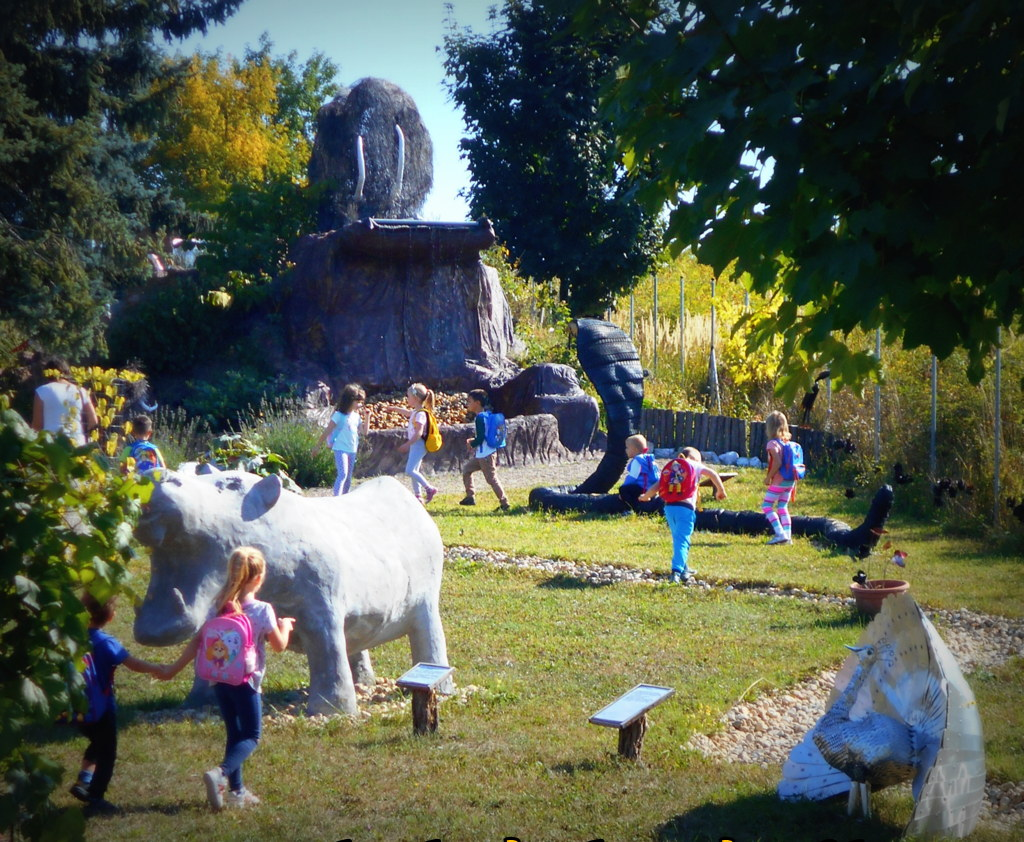

A Noé Kertje Élménypark 2021 augusztusában nyitott meg, Eger határában , a 25-ös számú főút mellett. A környék legmagasabb pontján állatszobrokkal körülvéve már messziről látszik a bárka.

## Története
Hajdu Levente szobrász és felesége, Zsuzsa több év alatt hozta létre a szoborparkot. Levente készíti a szobrokat, Zsuzsa pedig szoborkészítés mellett olajfestményeket is fest.
Az özönvíz klasszikus bibliai története ihlette őket, annak állatait és magát a bárkát is. 
A történet kiválasztását több szempont is befolyásolta. A házaspárt egyrészt erősen spirituális vonzódása, és a saját vallási kiteljesedésük is ebbe az irányba vonzotta őket. Egy olyan történetet kerestek, amit mindenki ismer, és több korosztály is talál örömöt, értékeket a történet szobrokkal történő bemutatásában.
A munka 3 évig tartott. Fontosnak tartották, hogy minden szobrot, sőt még magát a bárkát is saját maguk építsék fel.

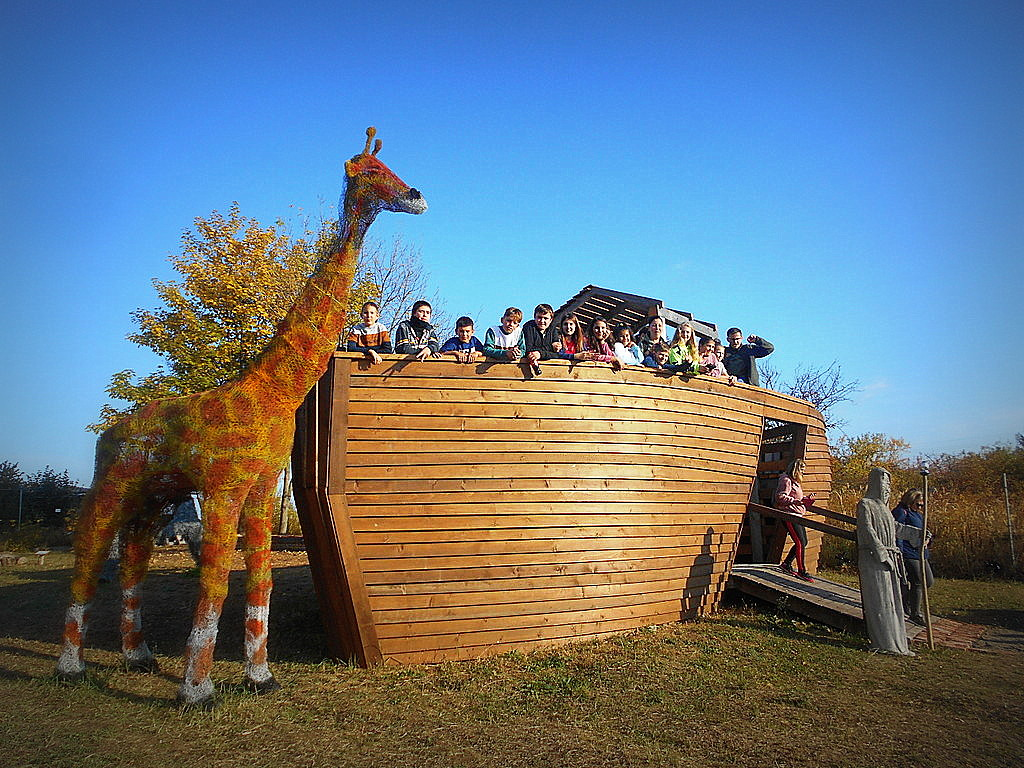
A Noé Kertje bárkája látogatói Egerben

## Anyaghasználata
A parkban 90 szobor található. Az anyagválasztásnál olyan anyagokat kerestek, amik kültéren időjárásállók, s még kevesen használták, vagy teljesen új anyagok eddig még nem alkalmazott felhasználási formái.
Az újrahasznosítás  ekkor került képbe. Napjainkban használt anyagok, amik körülvesznek minket, nagyon hosszú élettartammal büszkélkedhetnek, hosszú lebomlási idővel.
A Noé Kertjében található anyagok:
- alumínium
- kerékpár és motorgumi
- PET palack különféle fajtái

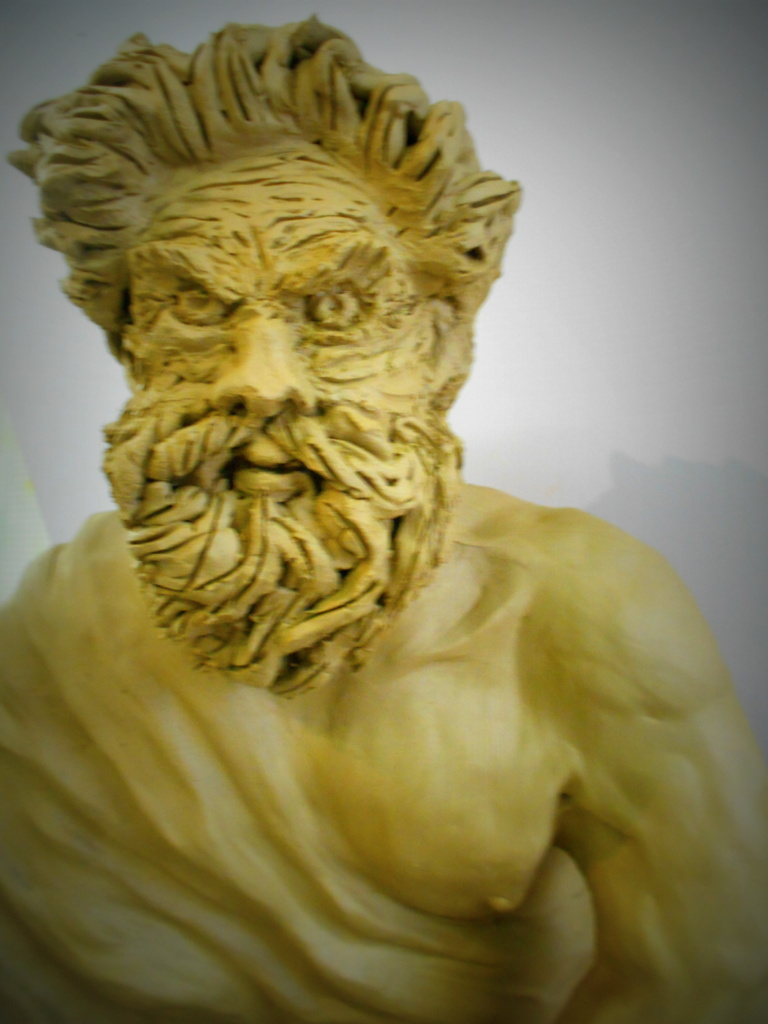
Az Úr minta szobra

- csatornázási és vízcsövek műanyagból

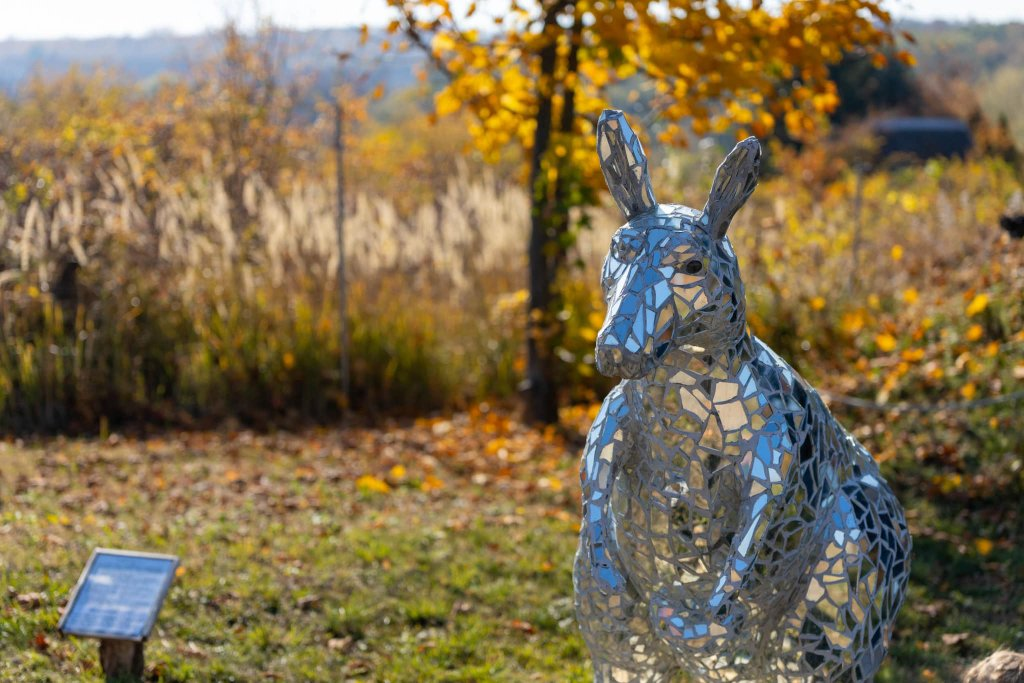
Tükörkenguru

- különféle kerítés hálók
- vékony és vastag öntött beton
- kötöző zsinórok és kötelek
- építési vas és acél
- építési müanyagcsíkok
- luc borovi és tölgyfa
- kerámia és csempe mozaik
- tükörmozaik
- cd és dvd lemezek
- fűzfavessző

## A park szereplői
Három részre bontható a felvonultatott látványosságok sora.
Maga a bárka a történet vége felé a domb tetején kitüntetett helyen áll, előtte Noéval. A bárka kilátóként funkcionál 2 fedélzettel.
A szobrok sora hosszú, az orrszarvútól kengurun át pandák, zsiráfok, majomfajták, erdei állatok, nagymacskák, madarak.
Végül az egyik főszereplő, az Úr szobra méreteiben is hangsúlyozza és uralja a parkot. Az ábrázolás 6 méter magas ülő alkotás haragos tekintettel és kinyújtott  kézzel jeleníti meg az özönvíz földre szabadítását.

## Vendégváró
Noé Kertje Egerben márciustól októberig tart nyitva, ahol maguk az alkotók - Zsuzsa és Levente - várják a gyerekeket, felnőtteket.
Patakkal, vízeséssel, halastóval érzékeltetik az özönvizet.
A bárka mögött található malactanyában tucatnyi élő tengerimalac várja a gyerekeket egy berendezett malacfaluban.
Tervben van egy nyitvatartási idő alatt szabadon sétáló törpe póni is.

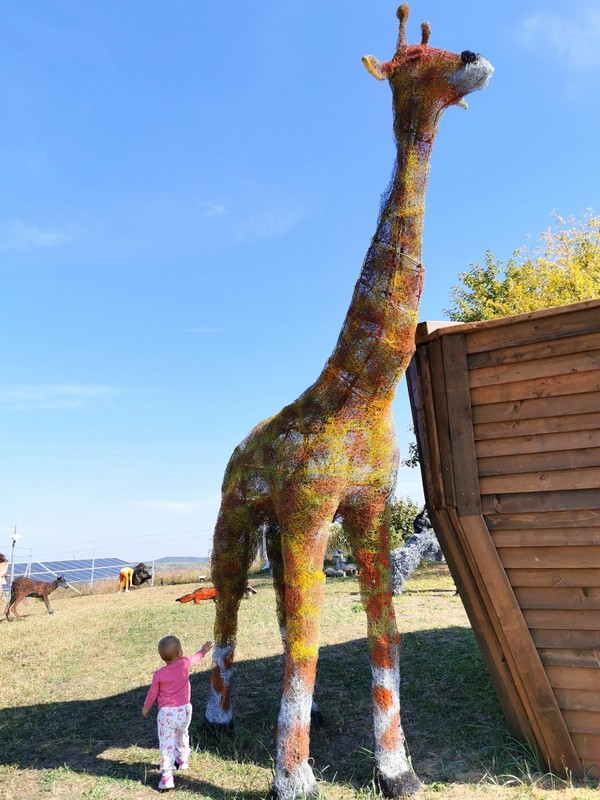
Nagy zsiráfszobor

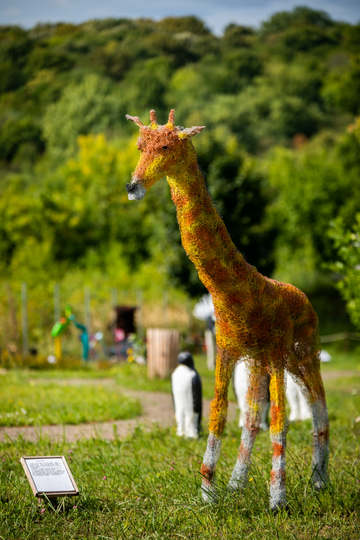
Zsiráfszobor

## Érdekességek
Noé kertjében élő, valaha ezen a földön élő állatok szobrai találhatóak, egy kivétellel. A parkolóban egy mitológiai, fantázia szülte madár szobor áll. Griffmadár a maga 3 méteres szárnyaival, az istenek és az értékek őrzője.
A bárka eredeti tervek alapján majd kétszer nagyobb lett volna a mostaninál. A félig elkészült vázat visszabontották, mert így arányosabb lett a végeredmény.
A 30 autóra méretezett parkoló helyén egy kis tó volt.
Az alkotók 25 kilométer zsineget és kötelet használtak fel, hogy állatoknak szőrborítást készítsenek.